# منتخب كمبوديا لكرة قدم الصالات
منتخب كمبوديا لكرة قدم الصالات هو ممثل كمبوديا الرسمي في المنافسات الدولية في كرة الصالات
.